# 李及秀
李及秀，字公愚，直隸玉田縣（今河北唐山市玉田縣）人，清朝政治人物。順治丁亥進士，官至監察御史。

## 生平
李及秀為東平州知州李本植之子。他幼年失祜，事母至孝。順治二年（1645年），李及秀舉乙酉科順天鄉試，順治四年（1647年），高中二甲第三名進士，任戶部山東司主事，陞戶部郎中，遷監察御史。順治十四年正月二十一日（1657年3月5日），巡按河南，兼管當地的屯田事務。在河南期間，他總共上書百餘次，當地官員唯恐避之不及。身後入祀當地鄉賢祠。